# Vito Mannone
Vito Mannone (Desio, 2 de março de 1988) é um futebolista italiano. Atualmente está sem clube.

## Carreira
Revelado pelo Atalanta, se transferiu para o Arsenal em 2006, sendo, neste mesmo ano, emprestado ao Barnsley.
Durante a temporada 2009-10, devido às lesões do titular Almunia e do reserva Fabiański, teve chances no time titular, disputando seis partidas.
Em outubro de 2010 acertou seu empréstimo junto ao Hull City, da segunda divisão inglesa, até o final da temporada. Em março de 2011, teve de retornar às pressas ao Arsenal pela falta de goleiros após a lesão do titular Manuel Almunia e dos reservas Łukasz Fabiański e Wojciech Szczęsny. Em 2012 voltou a ser emprestado ao Hull City, tendo participado em 21 jogos pela Football League Championship.

## Carreira internacional
Em 13 de novembro de 2009 estreou pela seleção italiana, sendo convocado para a atuar pelo sub-21. Pela seleção principal, entretanto, ainda não foi convocado.